# Lista de episódios de Legend of the Seeker

## 1ª Temporada
| #  | Título Original | Tradução Literal   | Data de Exibição nos EUA |
| -- | --------------- | ------------------ | ------------------------ |
| 1  | Prophecy        | "Profecia"         | 1 de Novembro de 2008    |
| 2  | Destiny         | "Destino"          | 1 de Novembro de 2008    |
| 3  | Bounty          | "Recompensa"       | 8 de Novembro de 2008    |
| 4  | Brennidon       | "Brennidon"        | 15 de Novembro de 2008   |
| 5  | Listener        | "Ouvinte"          | 22 de Novembro de 2008   |
| 6  | Elixir          | "Elixir"           | 29 de Novembro de 2008   |
| 7  | Identity        | "Identidade"       | 6 de Dezembro de 2008    |
| 8  | Denna           | "Denna"            | 10 de Janeiro de 2009    |
| 9  | Puppeteer       | "Ventríloquo"      | 17 de Janeiro de 2009    |
| 10 | Sacrifice       | "Sacrifício"       | 24 de Janeiro de 2009    |
| 11 | Confession      | "Confissão"        | 31 de Janeiro de 2008    |
| 12 | Home            | "Lar"              | 21 de Fevereiro de 2009  |
| 13 | Revenant        | "Revenant" *       | 28 de Fevereiro de 2009  |
| 14 | Hartland        | "Hartland"         | 7 de Março de 2009       |
| 15 | Conversion      | "Conversão"        | 14 de Março de 2009      |
| 16 | Bloodline       | "Linhagem"         | 21 de Março de 2009      |
| 17 | Deception       | "Decepção"         | 28 de Março de 2009      |
| 18 | Mirror          | "Espelho"          | 25 de Abril de 2009      |
| 19 | Cursed          | "Amaldiçoado"      | 2 de Maio de 2009        |
| 20 | Sanctuary       | "Santuário"        | 9 de Maio de 2009        |
| 21 | Fever           | "Febre"            | 16 de Maio de 2009       |
| 22 | Reckoning       | "Acerto de Contas" | 23 de Maio de 2009       |

- Em tradução literal, Revenant significa "alguém que voltou dos mortos para cumprir alguma tarefa que não realizou em vida".

## 2ª Temporada
| #  | Título Original | Tradução Literal | Data de Exibição nos EUA | Audiência     |
| -- | --------------- | ---------------- | ------------------------ | ------------- |
| 1  | Marked          | "Marcado"        | 7 de Novembro de 2009    | 2,580 milhões |
| 2  | Baneling        | "Baneling"       | 14 de Novembro de 2009   | 2,240 milhões |
| 3  | Broken          | "Quebrada"       | 21 de Novembro de 2009   | 2,504 milhões |
| 4  | Touched         | "Tocado"         | 28 de Novembro de 2009   | 2,408 milhões |
| 5  | Wizard          | "Mago"           | 5 de Dezembro de 2009    | 2,300 milhões |
| 6  | Fury            | "Fúria"          | 12 de Dezembro de 2009   | 2,671 milhões |
| 7  | Resurrection    | "Ressurreição"   | 9 de Janeiro de 2010     | 2,278 milhões |
| 8  | Light           | "Luz"            | 16 de Janeiro de 2010    | 2,343 milhões |
| 9  | Dark            | "Escuridão"      | 23 de Janeiro de 2010    | 2,447 milhões |
| 10 | Perdition       | "Perdição"       | 30 de Janeiro de 2010    | 2,581 milhões |
| 11 | Torn            | "Dividida"       | 13 de Fevereiro de 2010  | 2,624 milhões |
| 12 | Hunger          | "Fome"           | 20 de Fevereiro de 2010  | 2,111 milhões |
| 13 | Princess        | "Princesa"       | 27 de Fevereiro de 2010  | 2,226 milhões |
| 14 | Bound           | "Atado"          | 20 de Março de 2010      | 2,269 milhões |
| 15 | Creator         | "Criador"        | 27 de Março de 2010      | 2,439 milhões |
| 16 | Desecrated      | "Profanado"      | 10 de Abril de 2010      | 2,020 milhões |
| 17 | Vengeance       | "Vingança"       | 17 de Abril de 2010      | 2,340 milhões |
| 18 | Walter          | "Walter"         | 24 de Abril de 2010      | 2,408 milhões |
| 19 | Extinction      | "Extinção"       | 1 de maio de 2010        |               |
| 20 | Eternity        | "Eternidade"     | 8 de maio de 2010        |               |
| 21 | Unbroken        | "Irrompível"     | 15 de maio de 2010       |               |
| 22 | Tears           | "Lágrimas"       | 22 de maio de 2010       |               |